# Steve Carlson
Pour les articles homonymes, voir Carlson.
Steve Carlson (né le 26 août 1955 à Virginia dans le Minnesota aux États-Unis) est un joueur professionnel américain de hockey sur glace et aussi membre des « Frères Hanson » du film La Castagne (Slap Shot) de George Roy Hill.

## Carrière en club
Comme plusieurs jeunes joueurs d'âge junior des années 1970, Steve Carlson fut autant repêché par une équipe de l'Association mondiale de hockey et par une de la Ligue nationale de hockey. Côté AMH, il le fut par le Fighting Saints du Minnesota en 1974, au 7e tour, 102e au total, côté LNH, il fut un choix des Red Wings de Détroit en 1975. Tout comme ses frères, Jack et Jeff Carlson, il commença sa carrière professionnelle avec les Jets de Johnstown dans la North American Hockey League. À sa deuxième saison, il joua ses premières parties dans avec les Fighting Saints. Durant son séjour dans cette ligue, il a été le centre à quelques reprises d'un trio avec Gordie Howe et le fils de ce dernier, Mark Howe, avec les Whalers de la Nouvelle-Angleterre. Il fut aussi un des coéquipiers d'une future vedette, Wayne Gretzky à sa dernière année dans l'AMH avec les Oilers d'Edmonton. La saison 1979-1980 marqua son entrée en scène dans la Ligue nationale de hockey avec les Kings de Los Angeles. Ce fut sa seule saison dans cette ligue. Par la suite, il continua à jouer quelques saisons dans les mineures.
À sa dernière saison en tant que joueur, il était aussi assistant entraîneur chez les Skipjacks de Baltimore. Il occupa ce poste une saison de plus avant de devenir entraîneur-chef dans l'East Coast Hockey League.

## Statistiques
Pour les significations des abréviations, voir Statistiques du hockey sur glace.
| Saison     | Équipe                            | Ligue      |     | Saison régulière | Saison régulière | Saison régulière | Saison régulière | Saison régulière |   | Séries éliminatoires | Séries éliminatoires | Séries éliminatoires | Séries éliminatoires | Séries éliminatoires |
| Saison     | Équipe                            | Ligue      | PJ  | B                | A                | Pts              | Pun              | PJ               | B | A                    | Pts                  | Pun                  |                      |                      |
| 1973-1974  | Iron Rangers de Marquette         | USHL       | 54  | 30               | 49               | 79               | 72               |                  |   |                      |                      |                      |                      |                      |
| 1974-1975  | Jets de Johnstown                 | NAHL       | 70  | 30               | 58               | 88               | 84               | 12               | 6 | 4                    | 10                   | 39                   |                      |                      |
| 1975-1976  | Jets de Johnstown                 | NAHL       | 40  | 22               | 24               | 46               | 55               | 9                | 5 | 4                    | 9                    | 6                    |                      |                      |
| 1975-1976  | Fighting Saints du Minnesota      | AMH        | 10  | 0                | 1                | 1                | 23               |                  |   |                      |                      |                      |                      |                      |
| 1976-1977  | Fighting Saints du Minnesota      | AMH        | 21  | 5                | 8                | 13               | 8                |                  |   |                      |                      |                      |                      |                      |
| 1976-1977  | Whalers de la Nouvelle-Angleterre | AMH        | 31  | 4                | 9                | 13               | 40               | 5                | 0 | 0                    | 0                    | 9                    |                      |                      |
| 1977-1978  | Indians de Springfield            | LAH        | 37  | 21               | 15               | 36               | 46               |                  |   |                      |                      |                      |                      |                      |
| 1977-1978  | Whalers de la Nouvelle-Angleterre | AMH        | 38  | 6                | 7                | 13               | 11               | 13               | 2 | 7                    | 9                    | 2                    |                      |                      |
| 1978-1979  | Oilers d'Edmonton                 | AMH        | 73  | 18               | 22               | 40               | 50               | 11               | 1 | 1                    | 2                    | 12                   |                      |                      |
| 1979-1980  | Kings de Los Angeles              | LNH        | 52  | 9                | 12               | 21               | 23               | 4                | 1 | 1                    | 2                    | 7                    |                      |                      |
| 1980-1981  | Apollos de Houston                | LCH        | 27  | 13               | 21               | 34               | 29               |                  |   |                      |                      |                      |                      |                      |
| 1980-1981  | Indians de Springfield            | LAH        | 32  | 10               | 14               | 24               | 44               | 7                | 2 | 2                    | 4                    | 39                   |                      |                      |
| 1981-1982  | South Stars de Nashville          | LCH        | 59  | 23               | 39               | 62               | 63               |                  |   |                      |                      |                      |                      |                      |
| 1982-1983  | South Stars de Birmingham         | LCH        | 69  | 25               | 42               | 67               | 73               | 9                | 1 | 4                    | 5                    | 4                    |                      |                      |
| 1983-1984  | Skipjacks de Baltimore            | LAH        | 63  | 9                | 30               | 39               | 70               | 10               | 7 | 3                    | 10                   | 8                    |                      |                      |
| 1984-1985  | Skipjacks de Baltimore            | LAH        | 76  | 18               | 29               | 47               | 69               | 15               | 2 | 6                    | 8                    | 4                    |                      |                      |
| 1985-1986  | Skipjacks de Baltimore            | LAH        | 66  | 9                | 27               | 36               | 56               |                  |   |                      |                      |                      |                      |                      |
| 1986-1987  | Skipjacks de Baltimore            | LAH        | 67  | 12               | 13               | 25               | 32               |                  |   |                      |                      |                      |                      |                      |
| Totaux AMH | Totaux AMH                        | Totaux AMH | 173 | 33               | 47               | 80               | 132              | 29               | 3 | 8                    | 11                   | 23                   |                      |                      |
| Totaux LNH | Totaux LNH                        | Totaux LNH | 52  | 9                | 12               | 21               | 23               | 4                | 1 | 1                    | 2                    | 7                    |                      |                      |

### Equipe d'étoiles
- 1974 : nommé dans la 1re équipe d'étoiles de l'USHL.

## Parenté dans le sport
- Frère des joueurs de hockey Jack Carlson et Jeff Carlson.

## Carrière d'entraîneur
Il commença sa carrière d'entraîneur comme joueur / assistant-entraîneur pour les Skipjacks de Baltimore de la Ligue américaine de hockey lors de la saison 1986-1987. La saison suivante, il prit sa retraite comme joueur, n'agissant donc en tant qu'assistant-entraîneur. En 1988-1989, il devint entraîneur-chef pour les Chiefs de Johnstown de l'East Coast Hockey League. Il fut leur entraîneur jusqu'à la fin de la saison 1991-1992. Il fut entraîneur-chef pour une seule autre saison (1992-1993) pour les RiverKings de Memphis de la Ligue centrale de hockey.